# Jordi Pons Sanginés
Jordi Pons Sanginés   (Barcelona, 5 de gener de 1933) és un alpinista català.
És considerat un dels pares de l'actual generació d'alpinistes i escaladors de Catalunya i de tot l'Estat espanyol, amb ascensions a parets mítiques com la cara Nord de l'Eiger o l'esperó Walker de les Grandes Jorasses, al Massís del Mont Blanc, a l'Hindukush, a l'Annapurna, etc. Va formar part de la primera expedició catalana a l'Everest l'any 1982, organitzada pel Centre Excursionista de Catalunya (CEC), de la que en queda com a testimoni el magnífic film Everest 82, primera expedició catalana.
L'any 1963 amb Josep Manuel Anglada, Francesc Guillamon, entre d'altres, realitzen l'apertura de la primera via d'escalada directa del Siula Grande, on l'alpinista valencià Miguel Gómez realitzà tasques de logística.
El 26 d'abril de 1974, juntament amb en Josep Manuel Anglada Nieto i n'Emili Civis Abad ascendeix l'Annapurna Est, primer 8.000 coronat per una expedició catalana.
La seva obra cinematogràfica comprèn més d'una vintena de documentals dels que, ell diu poden ser presentats amb una certa dignitat, molts dels quals destacats amb premis al Festival de Cinema de Muntanya de Torelló i als festivals internacionals de Trento o de Les Diablerets. D'entre tots cal destacar els documentals de l'Ama dablam (1981), el citat Everest 82, el Cho Oyu 8201 m (1984) i Mackinley, la muntanya polar (1987), tots ells rodats amb cinema 16 mm, la qualitat dels quals està molt per sobre d'aquell concepte d'una certa dignitat que ell usa modestament quan parla dels seus films i quan afirma que per fer sortir la gent de casa seva per a veure un documental només es podia fer si hi havia un mínim de garanties de pensar que les imatges eren de prou qualitat per a fer perdre unes hores de son. Una cosa podria ser l'èxit aconseguit des del punt de vista alpinístic i una cosa molt diferent era plasmar-ho en el cel·luloide.
La secció de cinema del Centre Excursionista de Catalunya atorga anualment el Premi Especial de Muntanya Jordi Pons a la pel·lícula que mostri o enalteixi millor els valors de la muntanya.

## Ascensions i expedicions
- 1974, la punta Est de l'Annapurna (8.026 metres)
- Expedició al Dhaulagiri
- 1982 Primera expedició catalana a l'Everest

## Llibres
- Annapurna Est. Un vuit mil verge (1976) editorial TUSHITA EDICIONS ISBN 9788494459061